# Paolo Renier

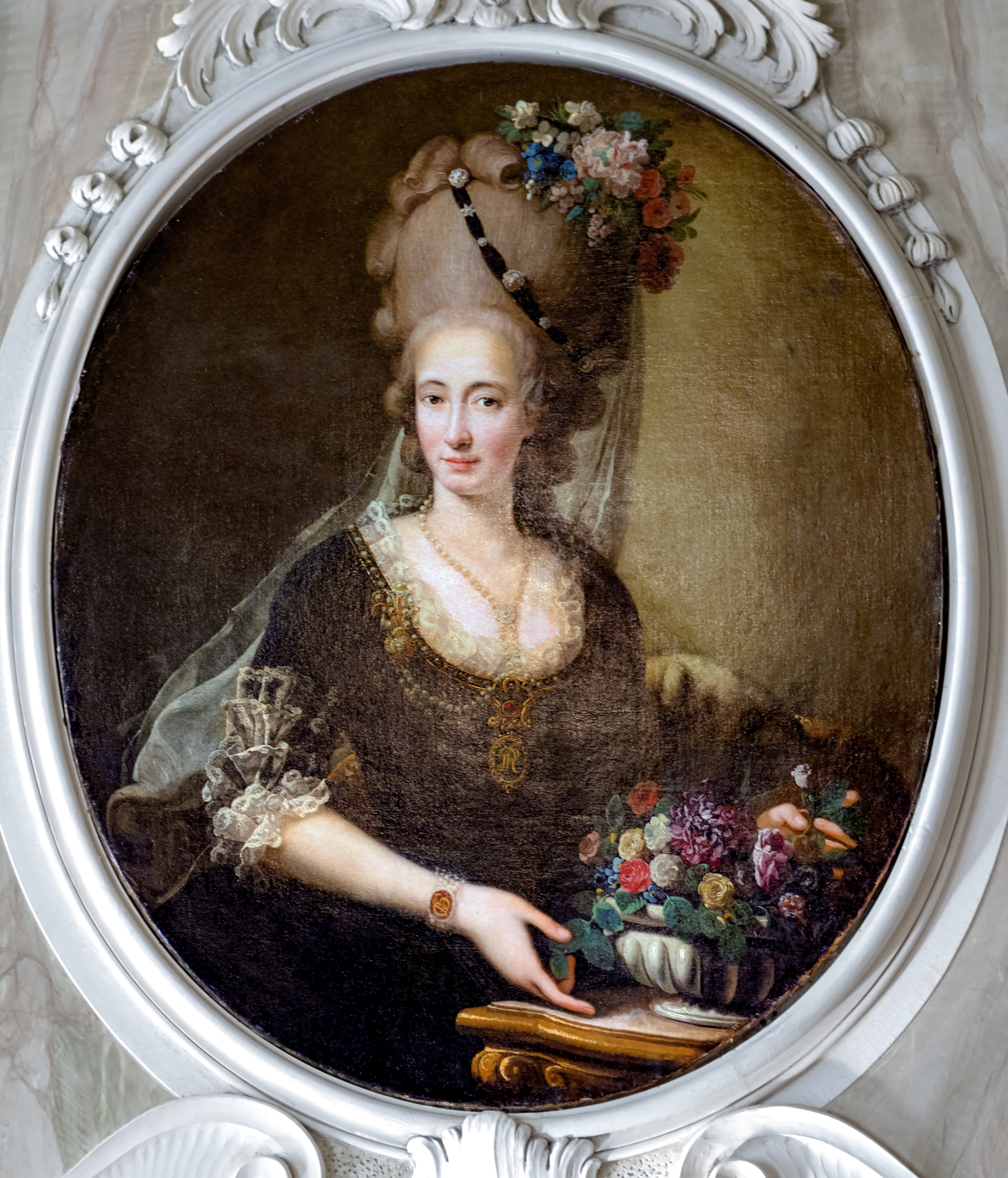
Giustina Donà dalle Rose (1715–1751), żona Paolo Reniera

Paolo Renier (Wenecja, 21 listopada 1710 – Wenecja, 13 lutego 1789) – polityk włoski i 119. doża Wenecji.
Jego ojcem był Andrea Renier, matką Elisabetta Morosini.
Paolo Reniera uważano za dobrego taktyka i mówcę. Służył jako ambasador Republiki Weneckiej w Konstantynopolu i przy dworze wiedeńskim. Wsławił się ostrą walką z szerzącą się w Republice korupcją, co przyniosło mu urząd inkwizytora stanu (Inquisitore del Stato).
Renier, pokonał w wyborach Andreę Trona, który zaniepokoił elity swymi dążeniami do ograniczenia ilości klasztorów i do innych reform.
Renier był 119. dożą od dnia 14 stycznia 1779 do swej śmierci. Jego wybór (wygrał tylko 41 głosami przeciw 40) nie podobał się wielu kręgom politycznych nacisków. Renier otrzymywał liczne listy z pogróżkami. Podejrzliwie patrzył na idee rewolucyjne lansowane wcześniej przez m.in. Ludovico Muratoriego i wstrzymywał druk jego książek. Z czasem jego polityka stawał się coraz bardziej konserwatywna, a przy tym także despotyczna. Zmarł 13 lutego 1789 roku po trwającej 37 dni chorobie. Jego śmierć ogłoszono dopiero 2 marca, by żałoba nie przeszkodziła karnawałowi.